# Phạm Lam Anh
Phạm Lam Anh là một nhà thơ Việt Nam thời chúa Nguyễn.

## Tiểu sử
Bà có nguyên danh là Phạm Hữu Thị Khuê, tự Lam Anh, hiệu Ngâm Si, sinh vào khoảng nửa đầu thế kỷ 18 tại huyện Diên Phước, dinh Quảng Nam; nay thuộc huyện Điện Bàn, tỉnh Quảng Nam.
Cha bà là Hộ bộ Phạm Hữu Kính, và chồng bà là Nguyễn Dưỡng Hạo, cùng làm quan lại cho chúa Nguyễn.
Bà mất năm nào không rõ.

## Thơ Phạm Lam Anh
Bà là người nổi tiếng về tài thơ, song tác phẩm của bà hiện chỉ còn ba bài thơ chữ Hán thể thất ngôn tứ tuyệt viết về Khuất Nguyên, Kinh Kha, Hàn Tín; và một bài thơ chữ Nôm thể thất ngôn bát cú: Vịnh cảnh gần sáng. Giới thiệu hai bài trong số ấy:
| Vịnh Khuất Nguyên Trí nan tất toại thiên thu sự, Ba bất toàn trầm nhất phiến trung. Cô phẫn khí thành thiên khả vấn, Độc tinh nhân khứ quốc bằng không. Dịch nghĩa: Cái chí khó toại nguyện được việc ngàn năm, Sóng nước không nhấn chìm hẳn được một tấm lòng. Cô đơn mang khí phẫn uất, chỉ có thể hỏi trời, Chỉ có một người tỉnh lại bỏ đi, đất nước trống không. | Vịnh cảnh gần sáng Một giải thương lang lộn mắt mèo, Xóm chài mới dậy đuốc leo heo. Lằn kêu thức chúa chầu sân phụng, Gà gáy khuyên chồng dõi dấu cheo. Ải sói Thường Quân vừa cất bước, Thuyền tên Gia Cát vội phăng neo. Phương đông chửa lố vừng con ác, Cửa Khổng nho sinh nhóm tựa bèo. |

## Sách tham khảo
- Thi sĩ Quách Tấn, Nét bút giai nhân. Nhà xuất bản Hà Nội, 1977.
- PGS. TS. Đỗ Thị Hảo, Các nữ tác gia Hán Nôm Việt Nam. Nhà xuất bản Khoa học xã hội, Hà Nội, 2010